# (1866) Sisyphus
(1866) Sisyphus és un asteroide que pertany al grup dels asteroides Apol·lo que té aproximadament 8,5 km de diàmetre, sent el major dels asteroides que creuen l'òrbita de la Terra. La seva grandària és comparable a l'objecte Chicxulub l'impacte del qual va poder haver provocat l'extinció dels dinosaures.
Va ser descobert el 5 de desembre de 1972 per Paul Wild des de l'observatori de Berna-Zimmerwald a Suïssa i el seu nom fa referència a Sísif, fundador i rei d'Éfira en la mitologia grega.
Sisyphus passarà a una distància de 0,11581 unitats astronòmiques (17.324.944 km) de la Terra el 24 de novembre de 2071 i aconseguirà una magnitud aparent màxima aproximada de 9,3 el 26 de novembre de 2071. Quan va ser descobert la seva magnitud màxima va ser de 9,0 el 25 de novembre de 1972. És un dels asteroides propers a la Terra més brillants.
En 1985, aquest objecte va ser detectat pel radar del radiotelescopio de Arecibo a una distància de 0,25 ua. La secció equivalent de radar mesurada va ser de 8 km². Durant les observacions de radar se li va trobar un petit satèl·lit, encara que la seva existència no va ser confirmada fins a desembre de 2007.
Altres asteroides de gran grandària propers a la Terra són Ganimedes (32 km), El Quixot (19 km), Eros (17 km) i Eric (10,8 km).